# Sejmik Województwa Podkarpackiego
Sejmik Województwa Podkarpackiego – organ stanowiący i kontrolny samorządu województwa podkarpackiego. Istnieje od 1998 roku. Obecna, VII kadencja Sejmiku, trwa w latach 2024–2029.
Sejmik Województwa Podkarpackiego składa się z 33 radnych, wybieranych w województwie podkarpackim w wyborach bezpośrednich na kadencje trwające 5 lat (w latach 1998–2018 kadencja trwała 4 lata).
Siedzibą sejmiku województwa jest Rzeszów.
Przewodniczącym Sejmiku Województwa Podkarpackiego jest Jerzy Borcz, a marszałkiem województwa podkarpackiego Władysław Ortyl.

## Wybory do Sejmiku
Radni do Sejmiku Województwa Podkarpackiego są wybierani w wyborach co 5 lat (do 2018 co 4) w pięciu okręgach wyborczych, które nie mają swoich oficjalnych nazw. Zasady i tryb przeprowadzenia wyborów określa odrębna ustawa. Skrócenie kadencji sejmiku może nastąpić w drodze referendum wojewódzkiego.
| Okręg | Liczba radnych | Miasta na prawach powiatu | Powiaty                                                          |
| ----- | -------------- | ------------------------- | ---------------------------------------------------------------- |
| 1     | 8              | Rzeszów                   | łańcucki, leżajski, rzeszowski                                   |
| 2     | 6              | brak                      | dębicki, mielecki, ropczycko-sędziszowski, strzyżowski           |
| 3     | 5              | Tarnobrzeg                | kolbuszowski, niżański, stalowowolski, tarnobrzeski              |
| 4     | 6              | Przemyśl                  | jarosławski, lubaczowski, przemyski, przeworski                  |
| 5     | 8              | Krosno                    | bieszczadzki, brzozowski, jasielski, krośnieński, leski, sanocki |

## Organizacja Sejmiku
Sejmik tworzy 33 radnych, wybierających spośród siebie przewodniczącego i 3 wiceprzewodniczących. Radni pracują w tematycznych komisjach stałych i doraźnych. Komisje stałe:
Komisja Bezpieczeństwa Publicznego i Zatrudnienia
Komisja Budżetu Mienia i Finansów
Komisja Edukacji, Kultury i Kultury Fizycznej
Komisja Główna
Komisja Gospodarki i Infrastruktury
Komisja Ochrony Zdrowia, Polityki Prorodzinnej i Społecznej
Komisja Rolnictwa, Rozwoju Obszarów Wiejskich i Ochrony Środowiska
Komisja Rewizyjna
Komisja Rozwoju Regionalnego
Komisja Współpracy z Zagranicą, Turystyki i Promocji

## Radni Sejmiku (stany na koniec kadencji)

### I kadencja (1998–2002)
SLD: 10 
     PS: 8 
     AWS: 31 
     RPO: 1 
Prezydium
- Przewodniczący: Zdzisław Banat
  - Wiceprzewodniczący: Stanisław Chmura
  - Wiceprzewodniczący: Marek Ćwiąkała
  - Wiceprzewodniczący: Andrzej Matusiewicz

Lista radnych
Wybrani z list Akcji Wyborczej Solidarność:
- Maria Balawejder-Śliwa, Zdzisław Banat (Zjednoczenie Chrześcijańsko-Narodowe), Stanisław Bartnik, Stefan Bieszczad, Jerzy Borcz, Wojciech Buczak (Ruch Społeczny), Andrzej Buczek, Stanisław Chmura (Stronnictwo Konserwatywno-Ludowe – Ruch Nowej Polski /?/), Zygmunt Cholewiński, Marek Ćwiąkała, Leonard Fryc, Elżbieta Inglot-Ulman, Andrzej Kaczmarek, Marek Kamiński (RS), Bogusław Kida, Dariusz Kłeczek (Prawo i Sprawiedliwość), Andrzej Kozioł (SKL-RNP), Bogusław Krzanowski, Jan Krzanowski (Liga Polskich Rodzin), Wacław Krzanowski, Tadeusz Marek, Andrzej Matusiewicz (ZChN), Ludwika Miąso, Stanisław Odój (ZChN), Władysław Ortyl (RS), Stanisław Ossoliński, Bogdan Rzońca, Jan Sołek, Wiktor Stasiak, Krzysztof Święch, Jacek Zając

Wybrani z list Sojuszu Lewicy Demokratycznej:
- Marian Bąk, Edward Dziaduła, Mieczysław Figura, Stanisław Jucha, Andrzej Jurek, Mieczysław Kosiba, Jan Kurp, Krystian Mirski, Stanisław Rusznica, Kazimierz Wojas

Wybrani z list Przymierza Społecznego:
- Stanisław Bieszczad (Stronnictwo Demokratyczne), Jan Burek (Polskie Stronnictwo Ludowe), Zbigniew Ćwik (Sojusz Lewicy Demokratycznej), Stanisław Fal (PSL), Piotr Komornicki (PSL), Jan Pieniądz (PSL), Zbigniew Słotwiński (PSL), Paweł Stawowy (PSL)

Wybrany z listy Ruchu Patriotycznego Ojczyzna:
- Kazimierz Ziobro (niezależny, poprzednio Przymierze Prawicy)

### II kadencja (2002–2006)
SLD-UP: 6 
     Samoobrona: 5 
     PSL: 6 
     PR: 7 
     LPR: 9 
Prezydium
- Przewodniczący: Krzysztof Kłak
  - Wiceprzewodniczący: Janusz Chara
  - Wiceprzewodniczący: Stefan Struzik

Kluby radnych
- Polskie Stronnictwo Ludowe – 8 radnych:
  - Jan Burek (Polskie Stronnictwo Ludowe „Piast”), Janusz Chara, Mirosław Karapyta, Lucjan Kuźniar, Maciej Lewicki, Jan Pieniądz, Tadeusz Sosnowski, Józef Szajna
- Prawo i Sprawiedliwość – 7 radnych:
  - Piotr Babinetz, Jacek Koralewski, Zdzisław Pupa, Wanda Rakszawska-Stopyra, Zbigniew Sieczkoś, Jarosław Śliwiński, Przemysław Wojtys
- Liga Polskich Rodzin – 6 radnych:
  - Elżbieta Bienia, Józef Frączek (Polskie Stronnictwo Ludowe „Piast”), Jan Krzanowski, Teresa Rysz, Bogusław Tofilski, Stanisław Wąsik
- Sojusz Lewicy Demokratycznej – 6 radnych:
  - Tadeusz Błaszczyszyn, Jan Bury, Stanisław Jucha, Adam Kozak, Jerzy Rybka, Stefan Struzik
- Niezrzeszeni – 6 radnych:
  - Platforma Obywatelska – Krzysztof Kłak, Barbara Kuźniar-Jabłczyńska, Roman Ryznar
  - Samoobrona Rzeczpospolitej Polskiej – Henryk Nowak, Adrian Zbyrowski
  - Stanisław Kościelny (PSL)

### III kadencja (2006–2010)
LiD: 1 
     Samoobrona: 1 
     PSL: 7 
     PO: 7 
     PiS: 15 
     LPR: 2 
Prezydium
- Przewodniczący: Andrzej Matusiewicz
  - Wiceprzewodniczący: Lidia Błądek
  - Wiceprzewodniczący: Teresa Kubas-Hul
  - Wiceprzewodniczący: Czesław Łączak

Kluby radnych
- Prawo i Sprawiedliwość – 15 radnych:
  - Stanisław Bartnik, Lidia Błądek (Stronnictwo „Piast”), Wojciech Buczak, Jan Burek, Zygmunt Cholewiński, Leszek Ciepły, Józef Gudyka, Czesław Łączak, Tadeusz Majchrowicz, Andrzej Matusiewicz, Mieczysław Miazga, Bogdan Rzońca, Zbigniew Szafraniec, Przemysław Wojtys, Kazimierz Ziobro
- Polskie Stronnictwo Ludowe – 7 radnych:
  - Stanisław Bartman, Marek Czarniecki, Stanisław Kościelny, Lucjan Kuźniar, Jan Pieniądz, Andrzej Reguła, Józef Szajna
- Platforma Obywatelska – 7 radnych:
  - Jerzy Borcz, Sławomir Cynkar, Teresa Kubas-Hul, Maciej Lewicki, Sławomir Miklicz, Michał Rutkowski, Danuta Stępień
- Wspólnota Samorządowa Prawicy – 3 radnych:
  - Stanisław Bajda, Bogdan Romaniuk (Prawica Rzeczypospolitej), Bogusław Tofilski
- Niezrzeszeni – 1 radny:
  - Janusz Konieczny (Sojusz Lewicy Demokratycznej)

### IV kadencja (2010–2014)
SLD: 4 
     PSL: 7 
     PO: 7 
     PiS: 15 
Prezydium
- Przewodniczący: Sławomir Miklicz
  - Wiceprzewodniczący: Janusz Konieczny
  - Wiceprzewodniczący: Janusz Magoń
  - Wiceprzewodniczący: Dariusz Sobieraj

Kluby radnych
- Prawo i Sprawiedliwość – 13 radnych:
  - Stanisław Bajda, Stanisław Bartnik, Lidia Błądek, Jarosław Brenkacz, Wojciech Buczak, Janusz Ciółkowski, Ewa Draus, Fryderyk Kapinos, Lucjan Kuźniar, Czesław Łączak, Mieczysław Miazga, Tadeusz Pióro, Władysław Turek
- Platforma Obywatelska – 6 radnych:
  - Jerzy Borcz, Zygmunt Cholewiński, Teresa Kubas-Hul, Maciej Lewicki, Sławomir Miklicz, Zdzisław Nowakowski
- Polskie Stronnictwo Ludowe – 5 radnych:
  - Stanisław Bartman, Mariusz Kawa, Dariusz Sobieraj, Władysław Stępień, Jan Tarapata
- Sojusz Lewicy Demokratycznej – 5 radnych:
  - Edward Brzostowski, Mirosław Karapyta, Janusz Konieczny, Anna Kowalska, Bronisław Tofil
- Prawica Rzeczypospolitej – 3 radnych:
  - Janusz Magoń, Tadeusz Majchrowicz, Bogdan Romaniuk
- Niezrzeszeni – 1 radny:
  - Jan Burek (niezależny, poprzednio PiS)

### V kadencja (2014–2018)
PO: 5 
     PSL: 9 
     PiS: 19 
Prezydium
- Przewodniczący: Jerzy Cypryś
  - Wiceprzewodniczący: Dorota Chilik
  - Wiceprzewodniczący: Maciej Lewicki
  - Wiceprzewodniczący: Czesław Łączak

Kluby radnych
- Prawo i Sprawiedliwość – 19 radnych:
  - Stanisław Bajda, Stanisław Bartnik, Stefan Bieszczad (Porozumienie), Jerzy Borcz, Joanna Bril, Dorota Chilik, Jerzy Cypryś, Ewa Draus, Anna Huk (Solidarna Polska), Jacek Kotula, Stanisław Kruczek (Porozumienie), Maria Kurowska (Solidarna Polska), Lucjan Kuźniar, Zbigniew Kuźniar, Czesław Łączak, Jacek Magdoń, Władysław Ortyl, Bogdan Romaniuk, Wojciech Zając
- Polskie Stronnictwo Ludowe – 9 radnych:
  - Stanisław Bartman, Lidia Błądek, Tomasz Bury, Wiesław Lada, Andrzej Nepelski, Maria Pospolitak, Dariusz Sobieraj, Władysław Stępień, Jan Tarapata
- Platforma Obywatelska – 4 radnych:
  - Iwona Kołek, Teresa Kubas-Hul, Sławomir Miklicz, Marek Ordyczyński
- Niezrzeszeni – 1 radny:
  - Maciej Lewicki (PiS)

### VI kadencja (2018–2024)
KO: 5 
     PSL: 3 
     PiS: 25 
Prezydium
- Przewodniczący: Jerzy Borcz
  - Wiceprzewodniczący: Jerzy Cypryś
  - Wiceprzewodniczący: Czesław Łączak
  - Wiceprzewodniczący: Wojciech Zając

Kluby radnych
- Prawo i Sprawiedliwość – 23 radnych:
  - Stefan Bieszczad, Jerzy Borcz, Monika Brewczak, Joanna Bril, Jerzy Cypryś, Andrzej Ćwierz, Ewa Draus, Adam Drozd, Jan Dziubiński (Suwerenna Polska), Maria Fajger, Anna Huk (Suwerenna Polska), Mariusz Król, Stanisław Kruczek, Czesław Łączak, Jacek Magdoń, Maria Napieracz, Władysław Ortyl, Karol Ożóg, Kamila Piech, Piotr Pilch, Bogdan Romaniuk, Mieczysław Tołpa, Wojciech Zając
- Koalicja Obywatelska – 4 radnych:
  - Platforma Obywatelska – Antoni Pikul, Danuta Stępień, Piotr Tomański
  - Nowoczesna – Krzysztof Feret
- Polskie Stronnictwo Ludowe – 4 radnych:
  - Dorota Łukaszyk, Andrzej Nepelski, Dariusz Sobieraj, Jan Tarapata
- Niezrzeszeni – 2 radnych:
  - Jacek Kotula (Bezpartyjni Samorządowcy)
  - Andrzej Szlęzak (niezależny, poprzednio Nowa Nadzieja)

### VII kadencja (2024–2029)
KO: 6 
     TD: 4 
     PiS: 21 
     KiBS: 2 
Prezydium
- Przewodniczący: Jerzy Borcz
  - Wiceprzewodniczący: Joanna Bril
  - Wiceprzewodniczący: Renata Knap
  - Wiceprzewodniczący: Czesław Łączak

Kluby radnych
- Prawo i Sprawiedliwość – 21 radnych:
  - Stefan Bieszczad, Jerzy Borcz, Monika Brewczak, Joanna Bril, Jerzy Cypryś, Ewa Draus, Marcin Fijołek, Anna Huk, Renata Knap, Stanisław Kruczek, Mateusz Lechwar, Czesław Łączak, Jacek Magdoń, Władysław Ortyl, Karol Ożóg, Jerzy Paul, Kamila Piech, Piotr Pilch, Sabina Południak, Bogdan Romaniuk, Adam Śnieżek
- Koalicja Obywatelska – 6 radnych:
  - Platforma Obywatelska – Renata Butryn, Jolanta Kaźmierczak, Krzysztof Kłak, Marek Ordyczyński
  - Bronisław Baran, Paweł Pazdan
- Polskie Stronnictwo Ludowe – Trzecia Droga – 4 radnych:
  - Koalicja Polska – Krzysztof Ignaczak, Dariusz Sobieraj (PSL), Jan Tarapata (PSL)
  - Wiktor Koba
- Niezrzeszeni – 2 radnych (obaj Konfederacja):
  - Adam Berkowicz (Nowa Nadzieja), Mirosław Majkowski

## Oficjalne wyniki wyborów do Sejmiku

### 1998[21]
|  | Komitet wyborczy             | Mandaty |
|  | ---------------------------- | ------- |
|  | Akcja Wyborcza Solidarność   | 31      |
|  | Sojusz Lewicy Demokratycznej | 10      |
|  | Przymierze Społeczne         | 8       |
|  | Ruch Patriotyczny Ojczyzna   | 1       |
|  | Razem                        | 50      |

### 2002[22]
|  | Komitet wyborczy                          | Mandaty |
|  | ----------------------------------------- | ------- |
|  | Liga Polskich Rodzin                      | 9       |
|  | Podkarpacie Razem                         | 7       |
|  | Sojusz Lewicy Demokratycznej – Unia Pracy | 6       |
|  | Polskie Stronnictwo Ludowe                | 6       |
|  | Samoobrona Rzeczpospolitej Polskiej       | 5       |
|  | Razem                                     | 33      |

### 2006[23]
|  | Komitet wyborczy                    | Mandaty |
|  | ----------------------------------- | ------- |
|  | Prawo i Sprawiedliwość              | 15      |
|  | Polskie Stronnictwo Ludowe          | 7       |
|  | Platforma Obywatelska               | 7       |
|  | Liga Polskich Rodzin                | 2       |
|  | Lewica i Demokraci                  | 1       |
|  | Samoobrona Rzeczpospolitej Polskiej | 1       |
|  | Razem                               | 33      |

### 2010[24]
|  | Komitet wyborczy             | Mandaty |
|  | ---------------------------- | ------- |
|  | Prawo i Sprawiedliwość       | 15      |
|  | Platforma Obywatelska        | 7       |
|  | Polskie Stronnictwo Ludowe   | 7       |
|  | Sojusz Lewicy Demokratycznej | 4       |
|  | Razem                        | 33      |

### 2014[25]
|  | Komitet wyborczy           | Mandaty |
|  | -------------------------- | ------- |
|  | Prawo i Sprawiedliwość     | 19      |
|  | Polskie Stronnictwo Ludowe | 9       |
|  | Platforma Obywatelska      | 5       |
|  | Razem                      | 33      |

### 2018[26]
|  | Komitet wyborczy           | Mandaty |
|  | -------------------------- | ------- |
|  | Prawo i Sprawiedliwość     | 25      |
|  | Koalicja Obywatelska       | 5       |
|  | Polskie Stronnictwo Ludowe | 3       |
|  | Razem                      | 33      |

### 2024[27]
|  | Komitet wyborczy                        | Mandaty |
|  | --------------------------------------- | ------- |
|  | Prawo i Sprawiedliwość                  | 21      |
|  | Koalicja Obywatelska                    | 6       |
|  | Trzecia Droga                           | 4       |
|  | Konfederacja i Bezpartyjni Samorządowcy | 2       |
|  | Razem                                   | 33      |